# Berlin Heidelberger Platz
Berlin Heidelberger Platz – przystanek kolejowy na liniach S41, S42 i S46 S-Bahn w Berlinie, w dzielnicy Wilmersdorf, w okręgu administracyjnym Charlottenburg-Wilmersdorf oraz stacja metra berlińskiego na linii U3. Stacja została otwarta w 1913.